# Miroslovești
Miroslovești est une commune roumaine située dans le județ de Iași.